# Marcel Coraș
Marcel „Dulapul“ Coraș (* 14. Mai 1959 in Arad) ist ein ehemaliger rumänischer Fußballspieler und -trainer.

## Karriere als Spieler

### Verein
Coraș wuchs bei seinen Eltern in der Colonia UTA auf, einem Stadtviertel von Arad, das der Baron Franz von Neumann für die Mitarbeiter seiner Textilfabrik hatte errichten lassen. Dort begann er mit dem Fußballspielen und wurde am 10. Juni 1969 nach vier Sichtungsrunden von Alexandru Dan, dem Jugendtrainer des amtierenden rumänischen Meisters UTA Arad, in den Verein aufgenommen. Im Juni 1974 lief der offensive Mittelfeldspieler im Rahmen eines Freundschaftsspiels bei Politehnica Timișoara zum ersten Mal für die erste Mannschaft von UTA auf. 1975 wurde Coraș zum ersten Mal in die Auswahl des Kreises Arad berufen und bestritt zum ersten Mal Spiele im Ausland, in Szeged und in Novi Sad. Ein Jahr später gehörte er zu jenen 22 Spielern, die Trainer Constantin Ardeleanu im Rahmen eines Sichtungslehrgangs in Bistrița für die rumänische Juniorennationalmannschaft auswählte. Insgesamt spielte Coraș sechsmal für dieses Team, bevor er später in die Jugendnationalmannschaft und in das Olympiateam berufen wurde.
Im Januar 1976 durfte Coraș bei einem Freundschaftsspiel gegen Universitatea Cluj zum zweiten Mal in der ersten Mannschaft von UTA auflaufen. Nachdem Cicerone Manolache im Juli 1976 Trainer bei UTA geworden war, wurde Coraș für eine Spielzeit in die Divizia B an Rapid Arad ausgeliehen, um einerseits Spielpraxis zu sammeln und zudem Rapid bei der Erfüllung der Verbandsvorgabe zu helfen, wonach jeder Verein mindestens einen Spieler unter achtzehn Jahren im Kader haben musste. Dort erzielte er unter Trainer Toma Jurcă sieben der 42 Ligatore, konnte damit aber den Abstieg von Rapid in die Divizia C zum Saisonende nicht verhindern.
1977 kehrte er zu UTA zurück, wo Ion V. Ionescu Trainer geworden war, und debütierte am 21. August 1977 bei der Auswärtsniederlage gegen Olimpia Satu Mare in der Divizia A. Nach dem erstmaligen Abstieg von UTA aus der höchsten rumänischen Spielklasse verließ Coraș 1979 den Verein und wechselte für zwei Jahre zu jenem Klub, gegen den er am letzten Spieltag der Abstiegssaison 1978/79 noch drei Tore erzielt hatte: Politehnica Iași. Danach kehrte er wieder für zwei Jahre zu UTA Arad zurück, das sich nach dem Wiederaufstieg 1981 allerdings nur eine Spielzeit in der ersten Liga halten konnte. Am längsten blieb er bei Sportul Studențesc. Dort blieb er fünf Jahre und kehrte nach anderthalb Jahren bei AS Victoria Bukarest 1990 für kurze Zeit wieder zurück. Von 1990 bis 1991 wagte er zum ersten Mal den Sprung ins Ausland und spielte für ein Jahr bei Panionios Athen in Griechenland. Von 1991 bis 1992 war er in Frankreich bei Aurillac FCA, einem drittklassigen Fußballklub aus dem Département Cantal, unter Vertrag. 1993 kehrte er in die Heimat zurück und spielte bei Universitatea Cluj und später noch ein Jahr bei seinem Stammklub UTA Arad. 1995 ließ er seine Karriere bei Motorul Arad ausklingen.

### Nationalmannschaft
International spielte Coraș 36 Mal für Rumänien und erzielte sechs Tore. Er nahm an der Fußball-Europameisterschaft 1984 in Frankreich teil, wo Rumänien in der Gruppenphase scheiterte. Coraș wurde dreimal eingesetzt und erzielte einen Treffer.

## Karriere als Trainer
In der Saison 1996/97 war Coraș Co-Trainer von Ion V. Ionescu beim Zweitligisten UTA Arad und in der darauffolgenden Saison Trainer beim Ligakonkurrenten FC Maramureș Baia Mare. In der Spielzeit 1998/99 trainierte er den Zweitligaaufsteiger FC Bihor Oradea und ab Sommer 2000 den im Vorjahr gegründeten Drittligaaufsteiger Astra Trinity Arad. Dieser wurde 2002 in ACU Arad umbenannt und stieg unter Coraș 2003 in die zweite rumänische Liga auf. Dort stand Coraș zu Beginn der Saison 2004/05 noch unter Vertrag, bevor er im September 2004 als Sportdirektor zu UTA Arad zurückkehrte. Von Juni 2005 bis zum 12. Juli 2005 sowie vom 13. April 2006 bis zu seinem Rücktritt am 12. Mai 2006 übernahm er dabei auch das Amt des Chefcoachs bei UTA, konnte den erstmaligen sportlichen Abstieg des Vereins in die Liga III jedoch nicht verhindern. Er blieb UTA bis November 2007 als Sportdirektor erhalten.
Seit Anfang 2009 betreut Coraș den Drittligisten Gloria CTP Arad als Sportdirektor, im Februar 2010 war er Präsident des Vereins. Parallel dazu unterstützte er 2009 weiterhin UTA Arad, ohne jedoch einen offiziellen Arbeitsvertrag mit dem Verein zu besitzen. In einem Interview gab er 2010 an, nicht mehr als Trainer zu arbeiten und inzwischen über 130 kg zu wiegen. Seit 2010 wird er von dem rumänischen Fußballverband auch regelmäßig als Spielbeobachter in der Liga II und Liga III eingesetzt.

## Erfolge

### Verein
Sportul Studențesc
- Rumänischer Vizemeister: 1986

Auszeichnungen
- Rumänischer Torschützenkönig: 1984
- Gewinner des silbernen Schuhs: 1989[5]